# Ilokelesia aguadagrandensis
L’ilokelesia (Ilokelesia aguadagrandensis) è un dinosauro carnivoro appartenente agli abelisauri, vissuto nel Cretaceo superiore (Turoniano/Santoniano, circa 85 milioni di anni fa). I suoi resti fossili sono stati ritrovati in Argentina.

## Descrizione
Questo animale è conosciuto solo per resti fossili incompleti, che non permettono una ricostruzione precisa. Tra i resti noti vi sono frammenti di cranio, alcune vertebre e parti delle zampe posteriori. In generale l'aspetto di questo animale doveva essere piuttosto snello, specialmente se paragonato a quello dei suoi stretti parenti. Le vertebre caudali possedevano curiosi processi traversi che conferivano alla vertebra una forma a T. La lunghezza dell'intero animale doveva aggirarsi sui 7 metri.

## Classificazione
I resti di Ilokelesia furono scoperti nel 1991, ma vennero descritti solo nel 2000 da Coria e Salgado. Questo dinosauro apparteneva agli abelisauri, un gruppo di carnivori tipici dei continenti meridionali, e sembra che rappresentasse una forma particolarmente primitiva, vicina all'origine della famiglia degli abelisauridi e dei noasauridi.